# غلامرضا غضنفری لرستانی
غلامرضا غضنفری لرستانی سیاست‌مدار ایرانی بود، که در  دوره بیست و سوم  به‌عنوان نماینده خرم‌آباد و  دوره بیست و چهارم  به‌عنوان‌ نماینده کوهدشت در مجلس شورای ملی حضور داشت.